# Geroldsgrün
Geroldsgrün là một đô thị tại huyện Hof, bang Bayern, Đức.